# Абдельхафід Тасфаут
Абдельхафід Тасфаут (араб. عبد الحفيظ تاسفاوت, нар. 11 лютого 1969, Оран) — алжирський футболіст, що грав на позиції півзахисника, зокрема за французькі «Осер» та «Генгам», а також національну збірну Алжиру.

## Клубна кар'єра
Народився 11 лютого 1969 року в Орані. Вихованець футбольної школи місцевого однойменного клубу. Дорослу футбольну кар'єру розпочав 1986 року в його основній команді, в якій провів вісім сезонів, взявши участь у 101 матчі чемпіонату. У складі «Орана» був одним з головних бомбардирів команди, маючи середню результативність на рівні 0,77 гола за гру першості.
Протягом 1994—1995 років захищав кольори іншого місцевого клубу, «АСМ Оран».
1995 року алжирця до своїх лав запросив французький «Осер». Стабільним гравцем основного складу Тасфаут не став, однак отримував регулярну ігрову практику в команді, що в сезоні 1995/96 зробила «золотий дубль», здобувши перемоги в чемпіонаті і Кубку Франції.
Згодом протягом 1997—2002 років продовжував виступи у Франції, захищаючи кольори клубу «Генгам», що балансував між першим і другим футбольними дивізіонами країни.
Завершував ігрову кар'єру в катарському «Аль-Райяні», за який виступав протягом 2002—2003 років.

## Виступи за збірну
1990 року дебютував в офіційних матчах у складі національної збірної Алжиру.
У складі збірної був учасником п'яти розіграшів Кубка африканських націй — 1992 року в Сенегалі, 1996 року в ПАР, 1998 року в Буркіна Фасо, 2000 року в Гані та Нігерії, а також 2002 року в Малі.
Загалом протягом кар'єри в національній команді, яка тривала 13 років, провів у її формі 87 матчів, забивши 36 голів.

## Титули і досягнення
- Чемпіон Франції (1):

«Осер»: 1995–1996
- Володар Кубка Франції (1):

«Осер»: 1995–1996